# Richard Pinhas
Richard Pinhas (1951) is een Franse gitarist. Vanaf de jaren 70 was hij een internationaal erkend experimenteel muzikant, en hij wordt beschouwd als een "vader" van de elektronische rock muziek in Frankrijk, zowel door zijn soloalbums als met de groep Heldon die hij had opgericht. Deze groep speelde een agressieve grensverleggende fusie van elektronische muziek en gitaarmuziek, die kon concurreren met de Duitse elektronische muziek uit die tijd. Als gitarist wordt hij soms vergeleken met Robert Fripp, een gitarist die voor hem ook als inspiratie diende. Daarnaast had Pinhas een filosofische achtergrond; hij werkte soms samen met een vriend, de Franse filosoof Gilles Deleuze, en in zijn werk waren soms ook politieke motieven terug te vinden.
Pinhas behaalde een Ph.D. in filosofie aan Sorbonne, en hij onderwees er daarna ook. In 1972 werd hij lid van Schizo, een groep die elektronisch werk opnam in hun muziek. Na deze groep vormde Pinhas de groep Heldon, een groep waar hij de centrale figuur was. Na de Heldon-periode van 1974 tot 1979 legde hij zich toe op soloalbums, waarop vaak ook leden van Heldon meewerkten. In deze albums verkende hij verschillende domeinen. Zijn eerste solo-elpee, Rhizosphere, bevatte haast enkel synthesizers, met uitzondering van wat drums. Chronolyse bevatte enkele korte stukken met sequencers, tot een het 30-minuten durende stuk "Paul Atreides". Het album Iceland drukt op een geslaagde manier de sfeer van het antieke bevroren land uit. East-West was zijn meest commerciële werk, met relatief korte en toegankelijke nummers. L'Ethique was een gevarieerd werk, dat meer gestructureerd aandeed dan veel van zijn voorgaand werk. Daarna trok zich Pinhas zich wat terug uit de muziek, tot het verschijnen van DWW, dat werk bevatte uit de periode 1983-1991. In 1994 verscheen het album Cyborg Sally, waar hij samenwerkte met John Livengood. In 1999 verscheen Fossil Culture en het jaar erop Schizotrope: The Life and Death of Marie Zorn. In 2002 verscheen Event and Repetitions, een album dat samengesteld was uit meer dan 70 uur aan bronmateriaal met gitaarspel.

## Discografie

### Solo
- 1977 : Rhizosphère
- 1978 : Chronolyse
- 1980 : Iceland
- 1980 : East West
- 1982 : Rhizosphère / Live Paris 1982 (live)
- 1982 : L'Ethique
- 1992 : DWW
- 2002 : Events And Repetitions
- 2004 : Tranzition

### Samenwerkingen
- 1994 : Richard Pinhas & John Livengood : Cyborg Sally

### Heldon
- 1974 : Electronique Guérilla
- 1975 : Heldon II - Allez Teia
- 1975 : It's always Rock and Roll
- 1976 : Heldon IV - Agneta Nilsson
- 1976 : Un Rêve Sans Conséquence Spéciale
- 1978 : Interface
- 1979 : Stand By
- 1998 : Only Chaos Is Real